# Хендерсон, Янделл
Янделл Хендерсон (англ. Yandell Henderson, 1873[…], Луисвилл, Кентукки — 1944[…], Ла-Холья, Калифорния) — американский физиолог. Газета New York Times назвала его «экспертом по газам» и «авторитетом в области физиологии дыхания и кровообращения, а также фармакологии и токсикологии газов». Он также был известен новыми методами реанимации. 
Хендерсон был директором Йельской лаборатории прикладной физиологии в Йельском университете, членом Национальной академии наук США, председателем секции физиологии и патологии Американской медицинской ассоциации. Он также был членом Американского философского общества. Коллекция его статей хранится в Национальной медицинской библиотеке в Бетесде, штат Мэриленд.
Помимо своего научного вклада, Хендерсон выступал в качестве ведущего защитника общественного здравоохранения, особенно в своём выступлении против использования тетраэтилсвинца в бензине в начале 1920-х годов. Хотя ему не удалось предотвратить коммерциализацию этого метода, его предупреждения предсказывали последствия для общественного здравоохранения, которые могли последовать за этим. Пятьдесят лет спустя, в 1973 году, Агентство по охране окружающей среды США выпустило правила, контролирующие содержание свинца в бензине. Он был членом Академии искусств и наук Коннектикута.